# Ustia (obwód chmielnicki)
Ustia (ukr.  Устя, pol. hist. Ujście) – wieś na Ukrainie, w obwodzie chmielnickim, w rejonie kamienieckim, u ujścia Smotryczy do Dniestru, na brzegu którego znajduje się przystań promowa. W 2001 roku liczyła 529 mieszkańców.

## Historia
Wieś została w roku 1403 darowana przez króla Władysława Jagiełłę rycerzowi Piotrowi Kaczorkowi, co wiązało się ze służbą wojskową z jedną kopią i dwoma łucznikami. Późniejszymi właścicielami byli (XVI-XVIII wiek) Ćwikłowski, Sroczyński, Czermińscy, Starzyńscy, Dębowscy, Siekierzyńscy, Kawieccy, a w XIX wieku Glinka, Regulski, Wiśniowski i Dwerniccy. Po roku 1920 w granicach ZSRR, a od roku 1990 niepodległej Ukrainy.
Wieś była wielokrotnie napadana i palona przez Tatarów, a to z powodu dogodnego brodu na Dniestrze, którym ciągnęły na Pokucie i dalej, w stronę Lwowa, Zamościa i Lublina czambuły tatarskie (tzw trakt wołoski). Wojska koronne często uderzały w tym miejscu na Tatatów, np.: (Stefan Chmielecki w 1629 roku) i Turków (Kazimierz Jan Sapieha w 1694).
Pod koniec XIX wieku z przystani we wsi w powiecie kamienieckm kursował przez Dniestr prom parowy. W miejscowości znajdowały się karczma i szkoła oraz wybudowana w roku 1866 cerkiew św. Paraskewy, która zastąpiła starą, drewnianą, wzmiankowaną już w roku 1565.
W roku 1923 we wsi założono artel (spółdzielnię produkcyjną) „Snip”.
Za uzyskanie w latach 1937-1939 wysokich plonów (15 cetnarów ziarna z hektara) miejscowy kołchoz „Czerwonyj Żowteń” został zaproszony do udziału we wszechzwiązkowej wystawie kołchoźników w 1939 i 1940 roku.
22 czerwca 1986 roku we wsi wzniesiono pomnik Mykoły Budniaka (1961-1981), pochodzącego ze wsi żołnierza, który zginął w Afganistanie.

## Urodzeni
W Ujściu urodził się abp Jerzy Józef Szembek.